# 4BANKSネットサービス
4BANKSネットサービス（フォーバンクスネットサービス）は、中国地方第二地銀4行の間のATM・CD利用手数料無料提携サービスのことである。

## 対象金融機関
- 島根銀行
- トマト銀行
- もみじ銀行
- 西京銀行

ただし本サービスの他、別の無料提携サービス（もみじに関しては他に山口銀行（同じYMFGに属する）及びひろしまネットサービス加盟金融機関ともATM利用手数料無料提携をしている他、トマトに関しては広島銀行及びおかやまATMネットサービス（2008年6月2日開始）加盟金融機関共にATM利用手数料無料提携、西京に関しては広島共にATM利用手数料無料提携、島根に関してはさんいんクロスネットサービス等がある。）が適用される場合がある。

## 利用時間と手数料
- 平日 8:45 - 18:00の出金：無料
- 平日 8:00 - 8:45と18:00 - 21:00の出金、土曜・日曜・祝日 9:00 - 17:00の出金：110円

## 対象ATM
- 上記対象金融機関が単独で設置しているATM
- 共同ATMの内、上記対象金融機関の何れかが幹事となるATM

- 中国地方以外では以下のATMが対象となる。なお島根銀行は鳥取県・島根県以外に店舗・ATMは無い。
  - トマト銀行
    - 神戸支店（兵庫県神戸市中央区）
    - 姫路支店（兵庫県姫路市）
    - 龍野支店（兵庫県たつの市）
    - 赤穂支店（兵庫県赤穂市）

  - 西京銀行
    - 小倉支店（福岡県北九州市小倉北区）
    - 八幡支店（福岡県北九州市八幡西区）
    - 戸畑支店（福岡県北九州市戸畑区）
    - 福岡支店（福岡県福岡市中央区）

### 対象外ATM
以下のATMは本サービスの対象外となり、下記該当金融機関以外は通常の他行（MICS）利用手数料がかかるので注意が必要である。
- 共同ATMの内、上記対象金融機関以外が幹事となるATM。以下に例示する。
  - 山陰合同銀行幹事で島根銀行が参加する下記の共同ATM
    - 法吉村
    - 出雲市立総合医療センター
    - ゆめタウン益田

  - 中国銀行幹事でトマト銀行が参加する下記の共同ATM
    - イトーヨーカドー岡山店
    - 岡山第2合同庁舎
    - コープ築港
    - 三井造船玉野事業所
    - 倉敷チボリ公園
    - コープ倉敷北
    - くらしき健康福祉プラザ
    - コープ総社東
    - ウイングバレイ東
    - ウイングバレイ西
    - 高梁市役所
      - なおイトーヨーカドー岡山店にはセブン銀行ATMも設置されており、西京銀行については平日 8:45 - 18:00のATM利用手数料が無料となる。

  - 中国銀行幹事でもみじ銀行が参加する下記の共同ATM（2008年6月2日以降は島根銀行・西京銀行のみ対象外。理由は下記）
    - 福山市北部市民センター庁舎外
      - トマト銀行については2008年6月2日よりおかやまATMネットサービスが適用される。

  - 広島銀行幹事でもみじ銀行が参加する下記の共同ATM（島根銀行のみ対象外。理由は下記）
    - フジグラン広島1F
    - 広島産業文化センター
    - イズミ八木店
    - 福屋五日市駅前店
    - コープ五日市北店
    - 廿日市市役所
    - ショージ志和店
    - 甲田ショッピングセンター（パルパ）
    - 広島空港
    - 福山市北部市民センター庁舎内
      - トマト銀行・西京銀行については個別にATM利用手数料無料提携が適用される。
      - なお、フジグラン広島西側入口外に設置されているもみじ銀行の単独ATMは本サービスの対象となる。

  - 山口銀行幹事で西京銀行が参加する下記の共同ATM（島根銀行・トマト銀行のみ対象外。理由は下記）
    - 山口宇部空港
      - もみじ銀行についてはYMFGのATM利用手数料無料提携が適用される。

  - おかやま信用金庫幹事でトマト銀行が参加する下記の共同ATM
    - リョービプラッツ灘崎店

  - 玉島信用金庫幹事でトマト銀行が参加する下記の共同ATM
    - シープラッツチャチャ

  - 中国労働金庫幹事で島根銀行が参加する下記の共同ATM
    - 日ノ丸自動車鳥取営業部
    - 日ノ丸自動車倉吉営業所
    - 境港市役所
    - NTT西日本島根支店
    - 松江市立病院
    - 松江市総合体育館

  - JAバンク山口（JA下関）幹事で西京銀行が参加する下記の共同ATM
    - 道の駅きくがわ

  - もみじ銀行が参加する福山市役所の共同ATM（5台あるが、その全てが幹事行庫組合が異なる。また島根銀行のみ対象外。理由は下記）
    - 中国銀行幹事：トマト銀行については2008年6月2日よりおかやまATMネットサービスが適用される。
    - 広島銀行幹事：トマト銀行・西京銀行については個別にATM利用手数料無料提携が、もみじ銀行についてはひろしまネットサービスが適用される。
    - しまなみ信用金庫・JAバンク広島（JA福山市）幹事：もみじ銀行についてはひろしまネットサービスが適用される。
    - 中国労働金庫幹事：本サービスの対象外。

- 以下の店舗にはATMが設置されていない。
  - トマト銀行
    - 東京支店（東京都千代田区）
    - 大阪支店（大阪府大阪市西区）

  - もみじ銀行
    - 小倉支店（福岡県北九州市小倉北区）
    - 東京支店（東京都千代田区）

  - 西京銀行
    - 東京支店（東京都中央区）
    - 大阪支店（大阪府大阪市西区）

など

## 備考
- 入金・通帳利用取引・当座預金口座のキャッシュカード及び法人キャッシュカードによる利用はそれぞれの自行ATMのみとなる。
- もみじ銀行の「もみじポイントサービス」、「もみじワイエムカード」（ICキャッシュ&クレジットカード）及び、西京銀行の「西京ポイントサービス」によるATM手数料優遇は、それぞれの提携行ATMでは適用されない。
- 1月1日 - 3日・5月3日 - 5日は各行（一部金融機関を除く）共にATMを稼動させているが、この期間は提携ネットワーク（MICS）が休止しているため、それぞれの自行ATMでしか利用出来ない（ただし5月3日 - 5日の内の日曜はMICSは通常稼動する為に利用出来る。）。

## 沿革
- 1999年（平成11年）6月7日 - 「5BANKSネットサービス」（ファイブバンクスネットサービス）としてサービス開始。
- 2004年（平成16年）5月1日 - せとうち銀行と広島総合銀行が合併してもみじ銀行となり、現在の名称へ変更。